# Format vidéo
 (décembre 2017).
Si vous disposez d'ouvrages ou d'articles de référence ou si vous connaissez des sites web de qualité traitant du thème abordé ici, merci de compléter l'article en donnant les références utiles à sa vérifiabilité et en les liant à la section « Notes et références ».
Le format vidéo détermine les caractéristiques techniques normalisées du signal vidéo et permet de qualifier des sources, signaux, interfaces ou appareils compatibles avec ces signaux. Il existe différents formats adaptés aux utilisations grand public ou professionnelles, de technologie analogique ou numérique. Ces formats vidéo sont nomenclaturés dans les normes et standard de télévision et informatique, dans les équipements professionnels, notamment adaptés au secteur de la production cinéma ou télévisuelle. 

## Formats analogiques
- Les formats vidéo analogiques apparus depuis les années 1940 et 1950 sont le 525 lignes principalement utilisé en Amérique et en Asie ainsi que le format 625 lignes utilisé en Europe et le reste du monde.
- À ne pas confodre avec les standard de codage couleur analogiques utilisés pour la télévision et la vidéo sont le NTSC, le SECAM et le PAL.

## Formats numériques
- Les formats vidéos numériques exploitent différents formats, dont les principaux parmi lesquels on note les formats hérités de l'analogique ou SDTV et les formats dits de Haute Définition ou Télévision à ultra-haute définition, comprenant différentes résolutions normalisées comme 720p, 1080i, 1080p, 4k, 8k, 16k, etc.
- Les ginaux vidéo numériques peuvent être codés par différents dispositifs logiciels comme AVI, WMV, MOV, DivX, MKV, H264, FLV, RealVideo, H265, etc.[1].